# Door, Door
Door, Door je první studiové album australské rockové skupiny The Boys Next Door, vydané v roce 1979. První část alba byla nahrána v červnu 1978, zbytek pak v lednu následujícího roku. Mezi dvěma nahrávacími frekvencemi se ke skupině přidal kytarista Rowland S. Howard, který tedy hraje pouze v písních nahraných v lednu 1979. O produkci se starala skupina sama a o nahrávání Tony Cohen.

## Seznam skladeb
| Pořadí | Název               | Délka |
| ------ | ------------------- | ----- |
| 1.     | The Nightwatchman   | 2:07  |
| 2.     | Brave Exhibitions   | 2:27  |
| 3.     | Friends of my World | 2:46  |
| 4.     | The Voice           | 2:55  |
| 5.     | Roman Roman         | 1:35  |
| 6.     | Somebody's Watching | 2:39  |
| 7.     | After a Fashion     | 4:36  |
| 8.     | Dive Position       | 2:47  |
| 9.     | I Mistake Myself    | 4:31  |
| 10.    | Shivers             | 4:34  |

## Obsazení
- Nick Cave – zpěv
- Mick Harvey – kytara, klavír
- Rowland S. Howard – kytara
- Tracy Pew – baskytara
- Phill Calvert – bicí